# 1829 au Canada
Pour un article plus général, voir Chronologie du Canada.
Cet article traite des événements qui se sont produits durant l'année 1829 au Canada.

## Événements

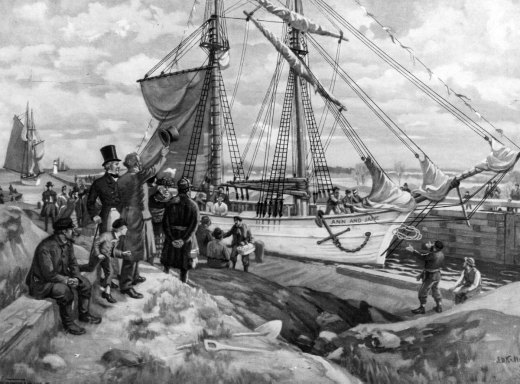
Bateau Ann and Jane, sur le premier passage au Canal Welland

Filet pour capturer la Tourte voyageuse au Bas-Canada peint par James Pattison Cockburn. Cette espèce d'oiseau allait régresser jusqu'à l'extinction

- 9 janvier : début du dixième parlement du Haut-Canada (en).
- Mai : la population catholique de Terre-Neuve accueillent les lois sur l'Émancipation des catholiques adoptés par le Royaume-Uni mais la cour suprême de Terre-Neuve en renverse l'application en décembre.
- 6 juin : Shanawdithit la dernière Béothuk décède à Terre-Neuve (extinction officielle des Béothuks)
- 24 juin : inauguration de l’Université McGill.
- 11 août : création du diocèse catholique romain de Charlottetown.
- Fin de la construction de la Basilique Notre-Dame de Montréal.
- Le nombre de Districts électoraux du Bas-Canada passe de 27 à 32.
- Fondation du Upper Canada College à Toronto.

### Exploration de l'Arctique
- Expédition de John Ross en compagnie de son neveu James Clark Ross pour trouver le Passage du Nord-Ouest. Ils vont passer les quatre prochaines années dans l'Arctique. John Ross nomme la Péninsule Boothia en l'honneur de Felix Booth. Ce dernier est le principal commanditaire de l'expédition.

## Naissances
- 5 juin : George Stephen, homme d'affaires.
- 7 juin : Joseph-Godéric Blanchet, homme politique.
- 29 juin : William Hales Hingston (médecin, homme politique, banquier, maire de Montréal) († 19 février 1907)
- 5 décembre : Henri-Gustave Joly de Lotbinière, premier ministre de la province de Québec. († 16 novembre 1908)

## Décès
- 26 mars : William Tomison, explorateur pour le compte de la compagnie de la Baie d'Hudson.
- 26 avril : Pierre-Stanislas Bédard, imprimeur et homme politique.
- 6 juin : Shanawdithit (extinction officielle des Béothuks).
- 26 décembre : Louis-Charles Foucher, homme politique.